# Morpho ornata
Morpho ornata är en fjärilsart som beskrevs av Hans Fruhstorfer 1913. Morpho ornata ingår i släktet Morpho och familjen praktfjärilar. Inga underarter finns listade i Catalogue of Life.